# NGC 444
NGC 444 est une galaxie spirale située dans la constellation des Poissons. NGC 444 a été découverte par l'astronome irlandais R.J. Mitchell en 1854. Elle a été redécouverte le 17 octobre 1903 par l'astronome français Stéphane Javelle. Plus tard, elle a été incluse au catalogue IC sous la cote IC 1658.

## Caractéristiques
Sa vitesse par rapport au fond diffus cosmologique est de 4 543 ± 21 km/s, ce qui correspond à une distance de Hubble de 67,0 ± 4,7 Mpc (∼219 millions d'al).
À ce jour, 28 mesures non basées sur le décalage vers le rouge (redshift) donnent une distance de 52,418 ± 6,995 Mpc (∼171 millions d'al), ce qui est à l'extérieur des valeurs de la distance de Hubble.
La classe de luminosité de NGC 438 est IV et elle présente une large raie HI.
En raison d'une brillance de surface égale à 14,00 mag/am2, on peut qualifier NGC 444 de galaxie à faible brillance de surface (LSB en anglais pour low surface brightness). Les galaxies LSB sont des galaxies diffuses (D) avec une brillance de surface inférieure de moins d'une magnitude à celle du ciel nocturne ambiant.

## Groupe de NGC 452
NGC 444 fait partie du groupe de NGC 452 dont les membres sont indiqués dans des articles d'Abraham Mahtessian paru en 1998 et de A.M Garcia paru en 1993. Ce groupe compte plus d'une vingtaine de galaxies.